# Lunin mrk decembra 1573
8. decembra 1573 se je zgodil popolni lunin mrk.

Napovedal in kasneje tudi opazoval ga je mladi Tycho Brahe (ki ga je spremljala njegova sestra Sophia) na gradu Knutstorp. Rekel je: "Ne morem nič drugega, kot da sem le presenečen, da sem pri taki mladi starosti 26 let lahko dosegel takšne natančne rezultate."
- Diagrami vidljivosti mrka
- Viden je bil preko vse Afrike, Evrope in Azije ter večino Avstralije.
- Luna je prečkala sredino zemljino sence od zahoda do vzhoda, kar je povzročilo zelo temno rdeč mrk
- Diagram pojava iz De nova stella Tycha Braha
- Diagram Osončja med mrkom iz De nova stella Tycha Braha